# Pamela Courson
Pour les articles homonymes, voir Courson.
 (décembre 2023).
Si vous disposez d'ouvrages ou d'articles de référence ou si vous connaissez des sites web de qualité traitant du thème abordé ici, merci de compléter l'article en donnant les références utiles à sa vérifiabilité et en les liant à la section « Notes et références ».
Pamela Susan Courson née le 22 décembre 1946 à Weed en Californie, et morte le 25 avril 1974 à Los Angeles, est une couturière américaine, connue pour avoir été la compagne de Jim Morrison, le poète et chanteur du groupe de rock The Doors. Elle est également sa muse et l'inspiratrice d'une partie de ses poèmes et de ses chansons comme The Crystal Ship.
La relation de Pamela et Jim Morrison est marquée par leurs nombreuses disputes et leurs infidélités réciproques. Néanmoins Pamela et Jim finissent toujours par revenir l'un vers l'autre, en effet Jim Morrison la considère comme son « double cosmique », comme le dit le documentaire Les Derniers jours de Jim Morrison.
Le 3 juillet 1971, Pamela Courson retrouve Jim inerte dans sa salle de bain[Information douteuse], il avait 27 ans. Foudroyée, Pamela Courson ne voit pas l'avenir sans Jim Morrison. Elle meurt le 25 avril 1974 d'une overdose, à l'âge de 27 ans également.
Elle est interprétée par Meg Ryan dans le film d'Oliver Stone, The Doors (1991), qui relate l'amour qui liait Jim Morrison et Pamela Courson.

## Biographie

### Enfance et jeunesse (1946-1966)
Pamela Courson, née à Weed en Californie, est une petite fille solitaire, sa famille ne se mêle pas beaucoup aux habitants du quartier. La petite fille grandit aux côtés de sa sœur Judith (Judy) et de ses parents Pearl (Penny) Courson et Colombus (Corky) Courson. Ses parents étant attirés par l'art, Pamela est élevée dans une atmosphère artistique, ce qui la pousse à entamer des études d'art après le lycée. Plutôt douée, Pamela déteste pourtant l'école et le collège, son livret scolaire montre que sa famille a été convoquée à cause de ses nombreuses absences ; elle suit les cours de la Orange High School, ses notes chutent à l’âge de 16 ans. Au printemps 1963, elle quitte sa famille pour aller vivre à Los Angeles où elle partage un appartement avec un ami.

### Rencontre et relation avec Jim Morrison
Dans ses mémoires Light My Fire: My Life with The Doors, Ray Manzarek, le claviériste des Doors déclare que Pamela et Jim se sont rencontrés lorsque le groupe jouait au club London Fog du Sunset Strip en 1966 ; elle n'a alors que 19 ans. À cette époque, Pamela est étudiante en art au Los Angeles City College et c'est John Densmore qui commence à la fréquenter.
La relation qu'elle entretient ensuite avec Jim Morrison est tumultueuse à cause de leurs nombreuses infidélités réciproques : ils se disputent souvent violemment. Malgré leur liaison agitée, Pamela et Jim sont inséparables et finissent toujours par se réconcilier. Les deux amants se ressemblent tellement que Jim Morrison la considère comme sa « compagne cosmique ». Pamela Courson tient brièvement une boutique de vêtements, appelée Themis, que Jim Morrison lui a achetée ; son certificat de décès indique qu’elle était couturière. Ayant un sens de la créativité et de la mode, Pamela voudrait exercer le métier de styliste, mais son rêve ne se réalise pas... Bien que la relation de Pamela et Jim Morrison soit passionnelle, les deux amoureux ne connaissent pas la fidélité : les conquêtes de Pamela et Jim s'enchaînaient. Jean de Breteuil, un dealer très connu à Paris, fréquente Pamela Courson à Los Angeles et ils deviennent amants. C'est auprès de lui que Pamela se procure de l'héroïne. Jean de Breteuil entraîne ensuite Pamela dans sa ville natale de Paris, où s'achèvera la vie de Jim Morrison.
Le 12 mars 1971, Pamela Courson, étant déjà installée à Paris depuis un mois, est rejointe par Jim Morrison. Les deux âmes sœurs poursuivent leur amour à l'hôtel George V. Pamela et Jim décident ensuite de se louer un appartement, celui du 17 rue Beautreillis, dans le quartier du Marais, à Elisabeth Larivière, une top model. Celle-ci sera leur colocataire pendant quelque temps et deviendra également leur amie. Pamela Courson loge pendant quatre mois dans cet appartement avec Jim.

### Décès de Jim Morrison et de Pamela Courson
Le 3 juillet 1971, Pamela, âgée de 24 ans, trouve Jim mort dans la baignoire de leur appartement à Paris. La cause officielle du décès est une insuffisance cardiaque, sans qu'aucune autopsie ni analyse toxicologique ne soient faites. Avec de nombreux témoignages, on sait aujourd’hui que Jim est décédé d’overdose dans les toilettes d’une salle de spectacle parisienne et sa dépouille fut déplacée dans la baignoire de l’appartement qu’il occupait alors. Dans son testament datant de 1968, Jim avait légué toute sa fortune à Pamela qui coupera tout contact avec les membres des Doors après avoir touché sa part sur les redevances de son défunt compagnon.
Après la mort de Jim Morrison, Pamela, redevenue solitaire, plonge toujours davantage dans l’héroïne et souffre de troubles mentaux. Elle meurt à Los Angeles, le 25 avril 1974, d’une overdose d’héroïne, dans une chambre de l'appartement qu’elle partage avec deux amis. Un voisin déclare que peu de temps avant sa mort, elle avait évoqué le fait de retrouver très bientôt Jim Morrison. Elle a le même âge que Jim à sa mort (27 ans), ce qui n'est peut-être pas un hasard, et pourrait donc faire partie indirectement, ou "par alliance" pourrait-on dire[Interprétation personnelle ?], du Club des 27.
Ses parents souhaitent qu’elle soit inhumée au cimetière du Père-Lachaise, à côté de Jim Morrison, mais le transport du corps en France est trop compliqué à organiser. Le corps de Pamela est finalement incinéré au Fairheaven Memorial Park à Santa Ana en Californie et ses cendres sont inhumées sous le nom de Pamela Susan Morrison. Pamela Courson étant la seule héritière légale de Jim Morrison, ses parents héritent à leur tour de la part de Morrison sur les droits d'exploitation des Doors. Depuis, les deux familles gèrent ensemble cet héritage. Pour faire son film sur les Doors, Oliver Stone a donc dû leur demander leur permission, accordée, à la condition, détaillée dans un contrat, de ne pas s'attarder sur la toxicomanie de leur fille, et de ne lier en aucune façon Pamela Courson à la mort de Jim Morrison.

## Dans la culture musicale
Pamela Courson est la muse de Jim Morrison. La rumeur veut qu'elle ait inspiré la chanson Cinnamon Girl à Neil Young, ce qu’il dément.